# Protosteginae
Sous-famille
Les Protosteginae sont une sous-famille éteinte de tortues marines de la famille des Protostegidae, les plus récentes et les plus spécialisées de la famille.
Cette sous-famille rassemble quelques-unes des plus grandes espèces du genre. Tortues marines très spécialisées, on pense qu'elles se nourrissaient d'ammonites et que la disparition de leurs proies aurait pu causer leur propre disparition.
Cette sous-famille est admise par la plupart des auteurs au sein des Protostegidae, avec celle des Chelospharginae.

## Classification
La sous-famille des Protosteginae est attribuée soit à Edward Drinker Cope en 1873, soit à Wieland mais sans précision de date.

## Liste de genres
Selon Paleobiology Database (16 mai 2022) :
- genre † Calcarichelys Zangerl, 1953
- genre † Microstega Hooks, 1998